# Bdellocephala punctata
Bdellocephala punctata är en plattmaskart som först beskrevs av Peter Simon Pallas 1774.  Bdellocephala punctata ingår i släktet Bdellocephala och familjen Dendrocoelidae. Arten är reproducerande i Sverige. Inga underarter finns listade i Catalogue of Life.